# Lette gentagelser
|  | Denne artikel er oprettet af botten PalnaBot ud fra en ekstern database. Den kan derfor have sproglige fejl eller mangler. Denne skabelon kan fjernes efter kontrol af indholdet. |

Lette gentagelser er en eksperimentalfilm instrueret af Norbert Payne efter manuskript af Norbert Payne.

## Handling
Fire fortællinger om at betragte andre og at blive betragtet, samlet i en visuel ramme med flere lag